# ヤクブ・ゴウォン空港
ヤクブ・ゴウォン空港（英語: Yakubu Gowon Airport）(IATA: JOS, ICAO: DNJO)、別名ジョス空港（英語: Jos Airport）とはナイジェリアプラトー州ジョスにある空港である。ヤクブ・ゴウォンにちなんで名付けられた。

## 就航路線
| 航空会社   | 就航地 |
| ---------- | ------ |
| アリクエア | ラゴス |